# Élection présidentielle américaine de 2020 dans l'État de New York
L'élection présidentielle américaine de 2020 dans l'État de New York a lieu le 3 novembre 2020 comme dans les 50 autres États ainsi que le district de Columbia. Les électeurs de l'État de New York choisisent des grands-électeurs pour les représenter dans le collège électoral à travers un vote populaire. L'État de New York possède 29 grands-électeurs.

## Résultats
| Candidats et colistiers  | Candidats et colistiers            | Partis            | Vote populaire | Vote populaire | Grands électeurs |
| Candidats et colistiers  | Candidats et colistiers            | Partis            | Voix           | %              | Voix             |
| ------------------------ | ---------------------------------- | ----------------- | -------------- | -------------- | ---------------- |
|                          | Joe Biden Kamala Harris            | Parti démocrate   | 5 230 985      | 60,86          | 29               |
|                          | Donald Trump Mike Pence            | Parti républicain | 3 244 798      | 37,75          | 0                |
|                          | Jo Jorgensen Spike Cohen           | Parti libertarien | 60 234         | 0,70           | 0                |
|                          | Howie Hawkins Angela Nicole Walker | Parti vert        | 32 753         | 0,38           | 0                |
|                          | Autres candidats                   | Autres candidats  | 26 056         | 0,30           | 0                |
|                          |                                    |                   |                |                |                  |
| Total                    | Total                              | Total             | 8 594 826      | 100            | 29               |
| Abstention               |                                    |                   |                |                |                  |
| Inscrits / participation |                                    |                   |                |                |                  |